# Richard Hamming
Richard Wesley Hamming, född 11 februari 1915 i Chicago, Illinois, USA, död 7 januari 1998 i Monterey, Kalifornien, var en amerikansk matematiker.
Hans arbete har varit viktigt för datorvetenskapen och inkluderar bland annat hammingavstånd, hammingkod, hammingfönster och hammingnummer.
Hamming arbetade även med datorprogram i Manhattanprojektet 1945.

## Biografi
Hamming var son till Richard J. Hamming, kreditförvaltare, och Mabel G. Redfield. Han växte upp i Chicago, där han gick på Crane Technical High School och Crane Junior College.
Hamming ville ursprungligen studera ingenjörsvetenskap, men det var ont om pengar under den stora depressionen och det enda stipendieerbjudandet han fick kom från University of Chicago, som inte hade någon ingenjörsutbildning. Istället blev han student inom naturvetenskap med examen i matematik, och tog 1937 sin kandidatexamen.
Han tog magisterexamen vid University of Nebraska 1939 och började sedan på University of Illinois at Urbana-Champaign, där han skrev sin doktorsavhandling om Some Problems in the Boundary Value Theory of Linear Differential Equations  under handledning av Waldemar Trjitzinsky. Hans avhandling var en förlängning av Trjitzinskys arbete inom det området. Han tittade på Greens funktion och vidareutvecklade Jacob Tamarkins metoder för att få karaktäristiska lösningar. Medan han var doktorand upptäckte och läste han George Booles tankelagar.
University of Illinois i Urbana-Champaign tilldelade Hamming hans filosofie doktorsexamen 1942 och han blev instruktör i matematik där. Han gifte sig med Wanda Little, en medstudent, den 5 september 1942, omedelbart efter att hon tagit sin egen magisterexamen i engelsk litteratur. De skulle förbli gifta fram till hans död och hade inga barn. År 1944 blev han biträdande professor vid J.B. Speed Scientific School vid University of Louisville i Louisville, Kentucky.

## Karriär och vetenskapligt arbete

### Manhattanprojektet
Med andra världskriget fortfarande pågående lämnade Hamming Louisville i april 1945 för att arbeta med Manhattanprojektet vid Los Alamos National Laboratory, i Hans Bethes division, och programmerade IBM-datorerna som beräknade lösningen på ekvationer som tagits fram av projektets fysiker. Hans hustru Wanda följde snart efter och tog ett jobb på Los Alamos som mänsklig räknare och arbetade för Bethe och Edward Teller.
Hamming stannade i Los Alamos fram till 1946, då han accepterade en tjänst vid Bell Telephone Laboratories (BTL). Även om Hamming beskrev sin roll i Los Alamos som en "datorvaktmästare", såg han datorsimuleringar av experiment som skulle ha varit omöjliga att utföra i ett laboratorium. "Och när jag hade tid att tänka på det", mindes han senare, "insåg jag att det innebar att vetenskapen skulle förändras".

### Bell Laboratories

En tvådimensionell visualisering av Hammingavståndet. Färgen på varje pixel anger Hamming-avståndet mellan de binära representationerna av dess x- och y-koordinater, modulo 16, i 16-färgsystemet.

Två exempel på hammingavstånd: 100→011 har avståndet 3 (röd väg); 010→111 har avståndet 2 (blå väg).

På Bell Labs delade Hamming kontor en tid med Claude Shannon. Matematiska forskningsavdelningen inkluderade också John Tukey och Los Alamos veteranerna Donald Ling och Brockway McMillan. Shannon, Ling, McMillan och Hamming kom för att kalla sig de unga turkarna. "Vi var förstklassiga bråkmakare", mindes Hamming senare, "Vi gjorde okonventionella saker på okonventionella sätt men fick fortfarande värdefulla resultat. Ledningen var därför tvungen att tolerera oss och låta oss vara för oss själva mycket av tiden."
Även om Hamming hade anställts för att arbeta med elasticitetsteori, tillbringade han fortfarande mycket av sin tid med beräkningsmaskinerna. Dessa digitala maskiner manipulerade information som sekvenser av nollor och ettor, informationsenheter som Tukey skulle döpa till "bitar". Om en enda bit i en sekvens var fel, skulle hela sekvensen vara fel. För att identifiera detta användes en paritetsbit för att verifiera korrektheten i varje sekvens. "Om datorn kan se när ett fel har inträffat", resonerade Hamming, "finns det säkert ett sätt att berätta var felet är så att datorn själv kan korrigera felet."
Hamming gav sig själv uppgiften att lösa detta problem, som han insåg skulle ha ett enormt utbud av applikationer. Varje bit kan bara vara en nolla eller etta, så om man vet vilken bit som är fel kan den korrigeras. I en banbrytande artikel publicerad 1950 introducerade han ett koncept för antalet positioner där två kodord skiljer sig åt, och därför hur många ändringar som krävs för att omvandla ett kodord till ett annat, som idag kallas Hamming-avståndet. Hamming skapade därmed en familj av matematiska felkorrigerande koder, som kallas Hamming-koder. Detta löste inte bara ett viktigt problem inom telekommunikation och datavetenskap utan öppnade också ett helt nytt studieområde.
För att återgå till differentialekvationer studerade Hamming medel för att numeriskt integrera dem. Ett populärt tillvägagångssätt på den tiden var Milnes metod, tillskriven Arthur Milne. Denna hade nackdelen av att vara instabil, så att resultatet under vissa förhållanden kunde översvämmas av avrundning av brus. Hamming utvecklade en förbättrad version, Hamming prediktor-korrektor. Denna användes i många år, men har sedan dess ersatts av Adamsmetoden. Han gjorde omfattande forskning inom digital filtrering med att utforma ett nytt filter, Hamming-fönster, och slutligen skriva en hel bok om objektet, Digital Filters (1977).
Under 1950-talet programmerade Hamming en av de tidigaste datorerna, IBM 650, och tillsammans med Ruth A. Weiss utvecklade han 1956 programmeringsspråket L2, ett av de tidigaste datorspråken. Det användes ofta inom Bell Labs, och även av externa användare, som kände det som Bell 2. Det ersattes av Fortran när Bell Labs IBM 650 ersattes av IBM 704 1957.
I boken A Discipline of Programming (1967) tillskrev Edsger Dijkstra Hamming problemet med att effektivt hitta regelbundna tal. Problemet blev känt som "Hammings problem", och refereras ofta till som Hamming-tal i datavetenskap, även om han inte upptäckte dem.

### Senare i livet
Senare i livet blev Hamming intresserad av undervisning. Mellan 1960 och 1976, när han lämnade Bell labs, hade han gäst- eller adjungerade professurer vid Stanford University, Stevens Institute of Technology, City College of New York, University of California, Irvine och Princeton University.Mall:Sfnm Som en ’ung turk’ hade Hamming förnärmat äldre forskare som hade förbrukat utrymme och resurser som skulle ha använts mycket bättre av de unga turkarna. När han tittade på en jubileumsaffisch av Bell Labs värderade prestationer noterade han att han hade arbetat med eller associerats med nästan alla de som listades under den första halvan av sin karriär på Bell Labs, men ingen i den andra. Han bestämde sig därför för att gå i pension 1976, efter trettio år. 
År 1976 flyttade han till Naval Postgraduate School i Monterey, Kalifornien, där han arbetade som adjungerad professor och universitetslektor i datavetenskap.  Han gav upp forskningen och koncentrerade sig på undervisning och författarskap. Han blev professor emeritus i juni 1997 och höll sin sista föreläsning i december 1997, bara några veckor före sin död från en hjärtattack den 7 januari 1998.